# Вилдфлекен
Вилдфлекен (њем. Wildflecken) град је у њемачкој савезној држави Баварска. Једно је од 26 општинских средишта округа Бад Кисинген. Према процјени из 2010. у граду је живјело 3.185 становника. Посједује регионалну шифру (AGS) 9672163, NUTS (DE265) и LOCODE (DE WFK) код.

## Географски и демографски подаци
Вилдфлекен се налази у савезној држави Баварска у округу Бад Кисинген. Град се налази на надморској висини од 516 метара. Површина општине износи 77,5 km². У самом граду је, према процјени из 2010. године, живјело 3.185 становника. Просјечна густина становништва износи 41 становника/km².